# Kunio Shibata
Kunio Shibata (jap. 柴田 国男 Shibata Kunio; * 15. Juni 1948) ist ein ehemaliger japanischer Skilangläufer.
Shibata, der an der Nihon-Universität studierte, wurde im Jahr 1968 japanischer Meister über 30 km und errang bei den Nordischen Skiweltmeisterschaften 1970 in Štrbské Pleso den 40. Platz über 50 km. In der Saison 1971/72 belegte er bei seiner einzigen Teilnahme an Olympischen Winterspielen im Februar 1972 in Sapporo den 41. Platz über 15 km, den 23. Rang über 30 km sowie zusammen mit Hideo Tanifuji, Akiyoshi Matsuoka und Tomio Okamura den zehnten Rang in der Staffel und gewann bei der Winter-Universiade 1972 in Lake Placid die Silbermedaille mit der Staffel. Zudem kam er dort auf den sechsten Platz über 15 km.